# Anya (televíziós sorozat)
Az Anya (eredeti címe: Anne) egy 2016 és 2017 között vetített dráma sorozat. A produkció egy japán dráma sorozat alapján készült. Törökországban a Star TV adta le 2016. október 25-én és 2017. június 20-ig sugározták. Magyarországon a TV2 adta 2019. augusztus 12-től, december 12-ig.

## Történet
Melek nehéz körülmények között él, édesanyja, Şule elhanyagolja őt, míg a nő párja, Cengiz rettegésben tartja a kislányt. A helyi iskolában a helyettesítő tanár, Zeynep már nem nézheti tétlenül, mikor rájön, hogy diákja már testi sérüléseket szenved, elhatározza, hogy eljátsszák a halálát, és elszöknek Isztambulba, hogy sajátjaként nevelje Meleket, akit időközben Turnának nevez el.
Titokban nevelőanyjához, Cahide asszonyhoz menekül, aki mindennek tudta nélkül befogadja őket. A nőnek született két gyermeke: Duru, és Gamze aki éppen várandós a barátjától, aki mindenáron elvetetné a babát, mert az beteg. Később a lány elvetél. A sors újra összehozza Zeynepet vér szerinti anyjával, Gönüllel, aki hosszú börtönévek után szabadult. 
A Melek halálát nyomozó újságíró rájuk talál, ám nem jelenti fel Zeynepet, mert megtudja, hogy mi történt a kislánnyal. Şule és Cengiz is Isztambulba költözik, és persze rájönnek, hogy Melek életben van. Nem adják fel és mindent megtesznek, hogy a kislány visszakerüljön hozzájuk.
Şule megpróbálja kényszeríteni Meleket, hogy szeresse őt, figyelmen kívül hagyva a gyermek jólétét és boldogságát, Cengiz pedig megpróbálja arra kényszeríteni Zeynepet és családját, hogy pénzt adjanak neki a kislányért. Zeynep megtudja, hogy Gönül az anyja, és végül szembesül múltjával is, majd letartóztatják a kislány elrablásáért. Az ügy nyomozója, Sınan hisz az ártatlanságában és ketten mindent elkövetnek, hogy visszaszerezzék Meleket. Egy alkalommal súlyos balesetet szenvedek, és Zeynep hónapokig kómában van.
Telik az idő, Melek újra a családjával van, és időközben egy öccse is született. Zeynep eközben felépült, és hozzáment Sınan nyomozóhoz. Abban a tudatban él, hogy Melek halott, mert Cahide szövetkezett Şule-val. Még egy sírkövet is állított neki. Miután Zeynep megtudja, hogy a kislány él, tragédiák sora kezdődik: Cengiz elrabolja őt, és majd Sınan-t is, és meg akarja ölni őket. Şule ráveszi, hogy ne tegye, de menekülés közben Sınan életét veszti; Kiderül, hogy Cahide szívbeteg, amelyet először jól kezelnek, de egy alkalommal otthon leáll a szíve, és nem tudnak segíteni rajta. Kiderül, hogy a végrendeletbe bűnbánóan Meleket is bevette, ezért az aljas Cengiz meg akarja kaparintani az örökséget.
Şule végül rájön, hogy veszélyben a saját és a gyermekei élete, ezért ő maga öli meg Cengiz-t, amiért börtönbe zárják. Melek, immáron Turna Güneş néven, öcssével Zeynephez kerül, aki megbékélt a múltjával és Gönüllel is, akit mivel Cahide meghalt, „anyának” hív. A sorozat egy családi nyaraláson zárul, ahol Zeynep, Turna és Gönül ölelkezve nézik az égbolton szálló vándormadarakat.

## Szereplők
| Szereplő neve             | Színész(nő)     | Magyar hang         |
| ------------------------- | --------------- | ------------------- |
| Zeynep Güneş              | Cansu Dere      | Németh Borbála      |
| Gönül Aslan               | Vahide Perçin   | Kovács Nóra         |
| Melek Akçay / Turna Güneş | Beren Gökyıldız | Csikos Léda         |
| Şule Akçay                | Gonca Vuslateri | Majsai-Nyilas Tünde |
| Cengiz Yıldız             | Berkay Ateş     | Mészáros András     |
| Ali Arhan                 | Can Nergis      | Fehér Tibor         |
| Gamze Güneş               | Alize Gördüm    | Dobó Enikő          |
| Duru Güneş                | Ahsen Eroğlu    | Csuha Borbála       |
| Cahide Güneş              | Gülenay Kalkan  | Bencze Ilona        |
| Sınan Demir               | Serhat Teoman   | Szatory Dávid       |
| Zeynep mama               | Meral Çetinkaya | Szabados Zsuzsa     |

## Évados áttekintés
| Évad | Évad | Epizódok száma | Epizódok száma | Eredeti sugárzás  | Eredeti sugárzás | Magyar sugárzás     | Magyar sugárzás    |
| Évad | Évad | Török          | Magyar         | Évadpremier       | Évadfinálé       | Évadpremier         | Évadfinálé         |
| ---- | ---- | -------------- | -------------- | ----------------- | ---------------- | ------------------- | ------------------ |
|      | 1    | 33             | 85             | 2016. október 25. | 2017. június 20. | 2019. augusztus 12. | 2019. december 12. |

## Nemzetközi adások
| Ország              | Csatorna                   | Premier                                                                      | Epizódok száma |
| ------------------- | -------------------------- | ---------------------------------------------------------------------------- | -------------- |
| Törökország         | Star TV                    | 2016. október 25.-2017. június 20.                                           | 33             |
| Bosznia-Hercegovina | Life TV Life Plus, ATV     | 2017. szeptember 4.-2018. január 31.                                         |                |
| Szerbia             | Prva Prva World            | 2017. szeptember 18.-2017. december 24. 2017. november 11-2017. december 23. | 85             |
| Montenegró          | Prva CG                    | 2017. szeptember 25.-2017. december 27.                                      |                |
| Bulgária            | bTV Lady bTV               | 2018. január 16.-2018. május 14. 2019. január 30.-2019. május 15.            | 85/76          |
| Kolumbia            | Canal 1                    | 2018-?                                                                       |                |
| Szlovénia           | Planet TV                  | 2017. december 26.-2018. szeptember 17.                                      |                |
| Izrael              | Viva (Izraeli TV csatorna) | 2018. május 5                                                                |                |
| Görögország         | ANT1 TV                    | 2018. január 2.                                                              |                |
| Albánia             | TV KLAN                    | 2017. szeptember 11.                                                         |                |
| Ukrajna             | 1+1                        | 2018. február 26.                                                            |                |
| Chile               | Mega                       | 2018. június 15.                                                             |                |
| Peru                | Latina                     | 2018. július 16.                                                             |                |
| Magyarország        | TV2                        | 2019. augusztus 12.-2019. december 12.                                       | 85             |
| Indonézia           | ANTV                       | 2018. augusztus 9.                                                           | 89             |